# Prva i druga knjiga Ljetopisa
Prva i druga knjiga Ljetopisa su knjige Biblije i Staroga zavjeta. Nastale su kao jedna knjiga, a kasnije su razdvojene. Biblijske kratice ovih knjiga su 1 Ljet i 2 Ljet.
U početku su činile jednu knjigu. Podjela je nastala pri prvom prijevodu Biblije na strani jezik, kada je nastala Biblija Septuaginta na grčkom jeziku. Otada je podjela prihvaćena i pri prijevodima na druge jezike, a od 16. stoljeća, podjela je napravljena i u originalu na hebrejskom jeziku. Prva i druga knjiga Ljetopisa imaju puno sličnosti s Prvom i drugom knjigom o Kraljevima te u manjoj mjeri s Prvom i drugom knjigom o Samuelu. Glavne teme su kraljevi David i Salomon te njihovi nasljednici. Dok knjige o Kraljevima uglavnom sadrže moralne pouke i bave se ljudskom odgovornošću, knjige Ljetopisa, uglavnom sadrže tipološke pouke povezane s Božjom milošću. Ezra se nastavlja na Drugu knjigu Ljetopisa. Posljednja dva stiha iste knjige identična su prvim stihovima Ezre: "Ali prve godine perzijskoga kralja Kira, da bi se ispunila riječ Jahvina objavljena na Jeremijina usta, podiže Jahve duh perzijskoga kralja Kira te on oglasi po svemu svojem kraljevstvu usmeno i pismeno (2 Ljet 36,22-23; Ezr 1,1-2).
Nije točno poznat pisac. Po židovskoj predaji pisac (kroničar) je Ezra. Ima sličnosti u stilu između Prve i druge knjige Ljetopisa s Ezrinom knjigom. Ako je on pisac, knjige su napisane oko 450. – 400. g. pr. Kr. U Hebrejskoj Bibliji, ove dvije knjige se nalaze na posljednjem mjestu u Starome zavjetu, jer navode cijelu povijest odnosa između Boga i Izraelaca kao Izabranoga naroda. Kod kršćana, ove dvije knjige nalaze se među povijesnim knjigama Staroga zavjeta između Knjiga o Kraljevima i Ezre.
Početak Prve knjige Ljetopisa (1. do 10. poglavlje) sadrži popise rodoslovlja: od Adama do Izraela, Izraelovo rodoslovno stablo, Davidovo rodoslovno stablo, rodoslovna stabla južnih, prekojordanskih i sjevernih plemena, rodoslovlje velikih svećenika, Benjaminovih potomaka, stanovnika Jeruzalema i Šaula. Ostali dio Prve knjige Ljetopisa (11. do 29. poglavlje) je povijest Davidova kraljevanja.
Početak Druge knjige Ljetopisa (1. do 9. poglavlje je povijest kraljevanja Salomona, Davidova sina. Preostali dio Druge knjige Ljetopisa opisuje povijest judejskih kraljeva nakon Salomona do babilonskog zatočeništva. Završava s ukazom perzijskog kralja Kira Velikog, koji dopušta povratak Židova iz babilonskog zatočeništva. U tome se očituju Božja milost prema Izraelcima.
Cilj pisanja ovih knjiga nije toliko povijest, koliko moral i vjerska istina. Kraljevi David i Salomon služe kao predslika Isusa Krista kao odbačenog, napaćenog i proslavljenog Kralja. Velika pažnja je posvećena jeruzalemskom Hramu i njegovoj obnovi.